# Liste von Söhnen und Töchtern der Stadt Chișinău
Dies ist eine Liste bekannter Persönlichkeiten, die in der moldawischen Stadt Chișinău geboren wurden.

## 1801–1900

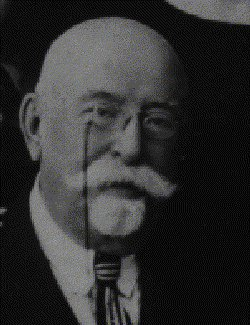
Jacob Bernstein-Kohan
(1859–1929)

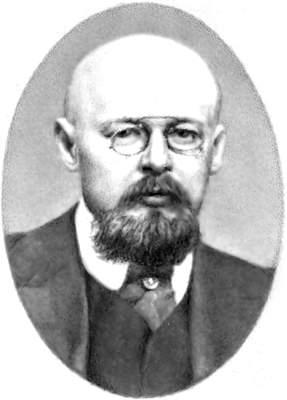
Wladimir Purischkewitsch
(1870–1920)

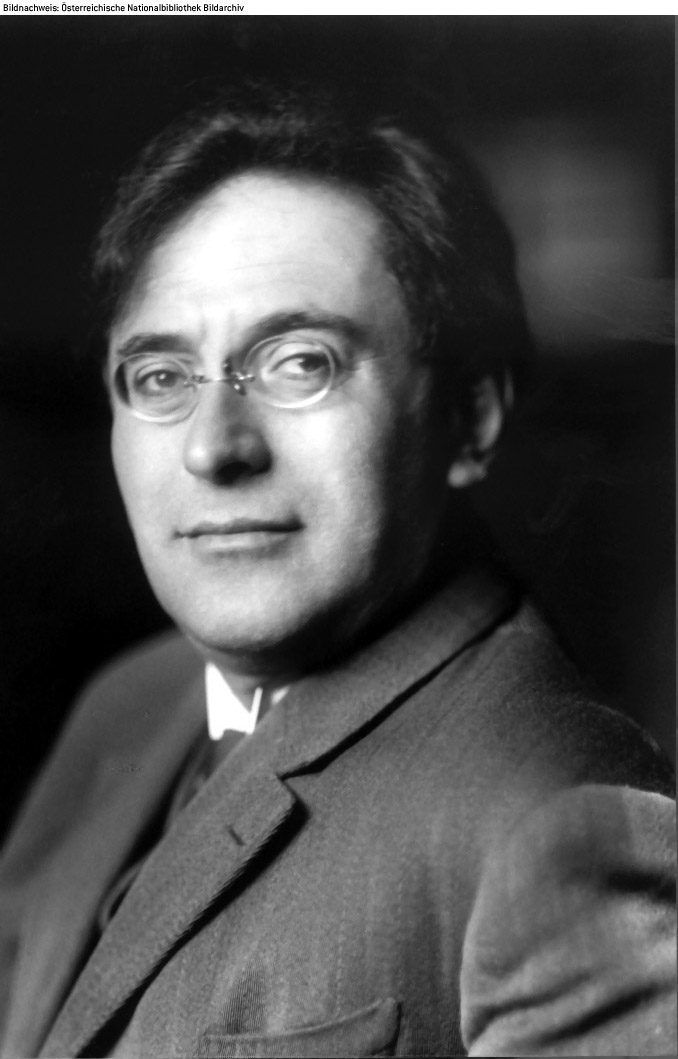
Julius Isserlis
(1888–1968)

- Alecu Russo (1819–1859), Patriot und Schriftsteller
- Anatoli Nikolajewitsch Krupenski (1850–1923), russischer Diplomat
- Jacob Bernstein-Kohan (1859–1929), russischer Arzt und Zionist
- Constantin Mimi (1868–1935), Politiker, Winzer und letzter Gouverneur von Bessarabien
- Woldemar Runge (1868–1937), deutscher Schauspieler, Opernsänger, Regisseur und Intendant
- Michail Gerschenson (1869–1925), russischer Literaturwissenschaftler, Philosoph, Publizist und Übersetzer
- Wladimir Purischkewitsch (1870–1920), russischer Politiker
- Alexei Schtschussew (1873–1949), rumänisch-russischer Architekt
- Lew Pyssarschewskyj (1874–1938), ukrainisch-sowjetischer Chemiker und Hochschullehrer
- Alexander Goldenweiser (1875–1961), russischer Komponist und Pianist
- Paul Gore (auch Pavel Gore; 1875–1927), Historiker
- Sam Zemurray (1877–1961), US-amerikanischer Bananenunternehmer
- Rolf Friedmann (1878–1957), deutscher Maler
- Julius Isserlis (1888–1968), russischer Pianist und Komponist
- Semjon Sibirjakow (1888–1938), russischer Schriftsteller und Revolutionär
- Serafima Birman (1890–1976), russische bzw. sowjetische Schauspielerin und Regisseurin
- Wladimir Albizki (1891–1952), sowjetischer Astronom
- William Friedman (1891–1969), russisch-US-amerikanischer Kryptologe
- Abram Braser (1892–1942), russisch-sowjetischer Bildhauer und Hochschullehrer
- Dawid Kauschanski (1893–nach 1950), sowjetischer Anwalt, Professor und Doktor der Rechtswissenschaften
- Miriam Bernstein-Cohen (1895–1991), israelische Schauspielerin, Autorin und Übersetzerin
- Alexander Frumkin (1895–1976), russischer Chemiker
- Nathaniel Kleitman (1895–1999), US-amerikanischer Schlafforscher
- Lewis Milestone (1895–1980), US-amerikanischer Filmregisseur, Drehbuchautor, Filmproduzent und zweifacher Oscarpreisträger
- Iona Jakir (1896–1937), sowjetischer General
- Elias Bickermann (1897–1981), US-amerikanischer Althistoriker russischer Herkunft
- Stepan Njaga (1900–1951), sowjetischer Komponist

## 1901–1930
- Leo Goldstein (1901–1972), US-amerikanischer Fotograf und Bildhauer
- Louis K. Diamond (1902–1999), US-amerikanischer Hämatologe und Pädiater
- Grzegorz Grzeban (1902–1991), polnischer Schachkomponist
- Georg Sacke (1902–1945), deutscher Historiker
- Joseph Gershenson (1904–1988), US-amerikanischer Orchesterleiter und Filmproduzent
- Claudia Cobizev (1905–1995), rumänisch-sowjetisch-moldauische Bildhauerin
- Joseph Joanovici (1905–1965), französischer Nazi-Kollaborateur
- Samuel Bronston (1908–1994), US-amerikanischer Filmproduzent
- Maria Cebotari (1910–1949), Opernsängerin
- Shmuel Merlin (1910–1994), israelischer Politiker
- Jitzchak Koren (1911–1994), israelischer Politiker
- Olga Bancic (1912–1944), rumänische Kommunistin jüdischer Abstammung
- Pawel Salzman (1912–1985), russischer Künstler und Schriftsteller
- Alla Bajanowa (1914–2011), russische Sängerin,
- Boris Kogan (1914–2012), US-amerikanischer Physiker russischer Herkunft
- Dina Vierny (1919–2009), französische Kunsthändlerin, Kunstsammlerin, Museumsdirektorin, Kunstmodell und Muse von Aristide Maillol
- Boris Wulfowitsch Ljoskin, (1923–2020), in der Sowjetunion und den Vereinigten Staaten aktiver Schauspieler
- Ljudmila Alexandrowna Ljulko (1923–1967), sowjetische Schauspielerin
- Meir Zorea (1923–1995), israelischer General und Politiker
- Jacob M. Landau (1924–2020), israelischer Orientalist und Professor für Politikwissenschaften an der Hebräischen Universität von Jerusalem
- Emmanuil Ornstein (* 1926), sowjetischer Mediziner, Orthopäde und Traumatologe
- Samuel Aroni (1927–2022), sowjetisch- bzw. moldauisch-US-amerikanischer Bauingenieur und Werkstoffkundler
- Ion Pavalache (1927–2007), Dirigent, Chorleiter und Musikpädagoge
- Isaak Bersuker (* 1928), sowjetisch-moldawischer Physikochemiker und Hochschullehrer
- Gheorghe Paladi (1929–2025), Gynäkologe
- Emanuel Vasiliu (1929–2001), Linguist und Rumänist
- Brigitta Kowarskaja (1930–1998), sowjetisch-moldawische Physikerin und Informatikerin

## 1931–1960

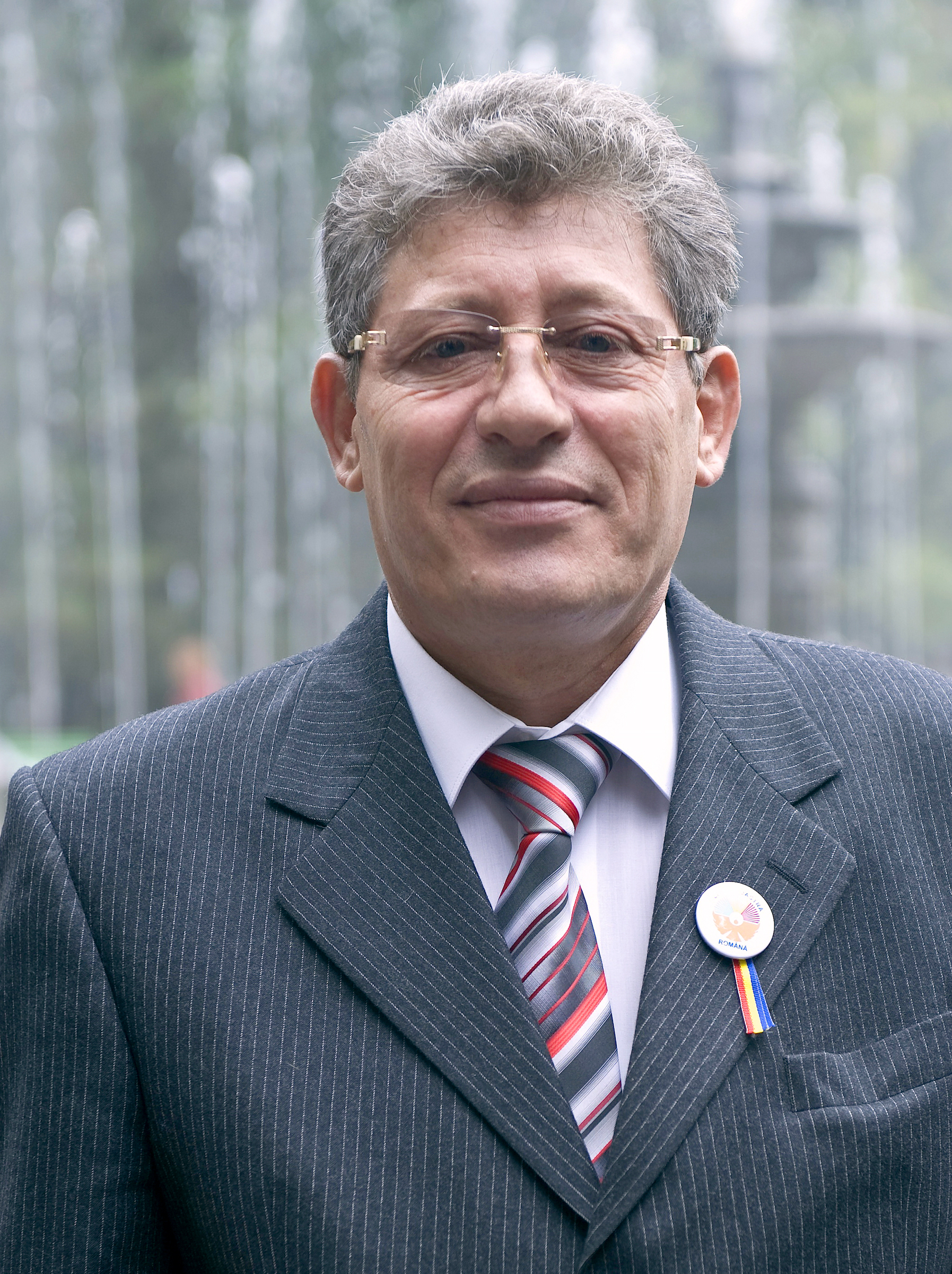
Mihai Ghimpu
(* 1951)

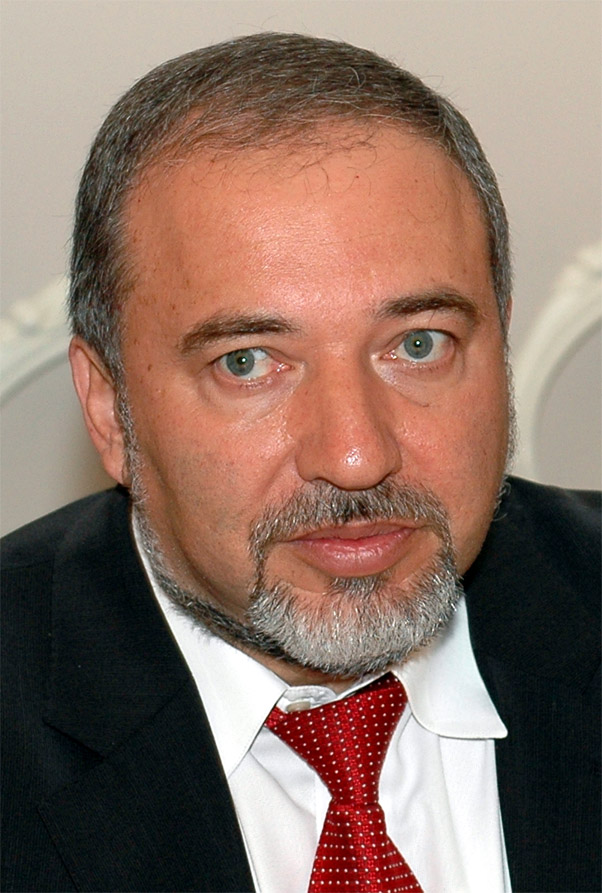
Avigdor Lieberman
(* 1958)

- Lia Manoliu (1932–1998), rumänische Diskuswerferin und Olympiasiegerin
- Gheorghe Popovici (* 1935), rumänischer Ringer
- Igor Kostin (1936–2015), moldawisch-ukrainischer Fotograf und Journalist
- Julia Sister (* 1936), rumänisch-sowjetisch-israelische Chemikerin und Publizistin
- Eugenia Mateianu (* 1936), rumänische Fechterin[1]
- Naum Kleiman (* 1937), russischer Filmhistoriker, Publizist und Kurator
- Valeriu Gagiu (1938–2010), sowjetisch-moldawischer Regisseur, Filmproduzent und Drehbuchautor
- Dan Mândrilă (1938–1992), Jazzmusiker
- Alexander Slastin (* 1942), russischer Schauspieler
- Leonid Chizhik (* 1947), Jazz-Pianist und Hochschullehrer
- Ilja Oleinikow (1947–2012), russischer Schauspieler[2]
- Swetlana Toma (* 1947), moldawisch-russische Schauspielerin
- Victor Zilberman (* 1947), sowjetischer und kanadischer Ringer
- Michail Kaplan (* 1948), sowjetisch-moldawischer Theoretischer Physiker und Hochschullehrer
- Juri Nikolajew (* 1948), russischer Moderator und Schauspieler[3]
- Itzhak Shum (* 1948), israelischer Fußballspieler und -trainer
- Alexander Kadakin (1949–2017), russischer Diplomat
- Mihai Ghimpu (* 1951), Politiker
- Alexander Paley (* 1956), Pianist
- Dumitru Braghiș (* 1957), Politiker
- Elena Beleacova (* 1958), Politikerin
- Avigdor Lieberman (* 1958), israelischer Politiker, Außenminister Israels (2009–2012 und 2013–2015)
- Juri Slotja (* 1958), Bildhauer
- Alexandra Buschilowa (* 1960), russische Archäologin und Anthropologin
- Marat Gelman (* 1960), russischer Galerist

## 1961–1970

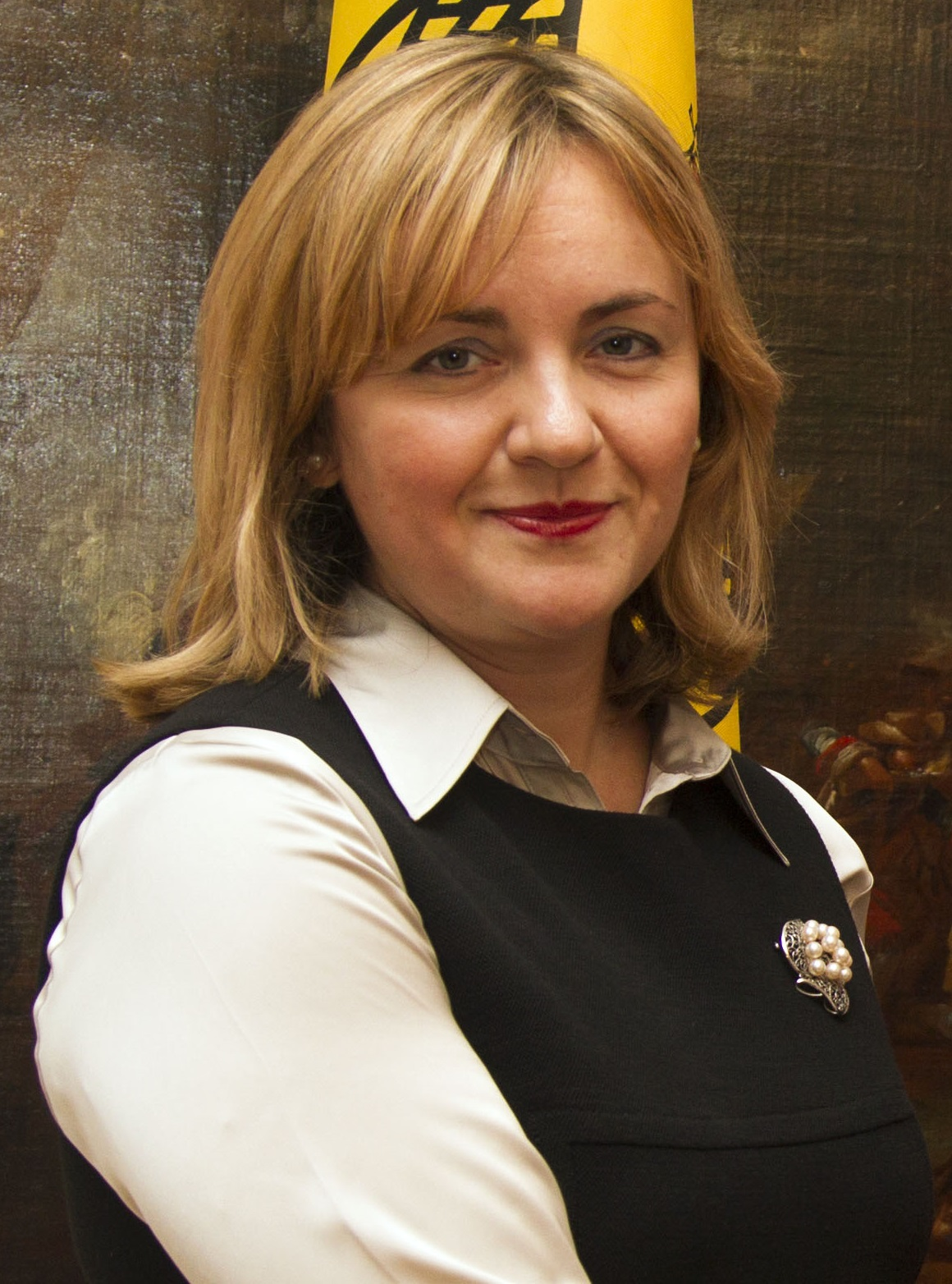
Natalia Gherman
(* 1969)

- Alexander Babakow (* 1963), russischer Politiker
- Sergei Markotsch (* 1963), russischer Wasserballspieler
- Boris Saidman (* 1963), israelischer Schriftsteller
- Igor Konaschenkow (* 1966), russischer General
- Oleg Moldovan (* 1966), Sportschütze; olympischer Silbermedaillengewinner 2000[4]
- Andrei Stratan (* 1966), Politiker und Diplomat
- Juri Tscherednik (* 1966), sowjetisch-russischer Volleyballspieler[5]
- Emil Caras (* 1967), Fußballnationalspieler
- Iurie Bașcatov (1968–2022), sowjetischer Schwimmer
- Olga Bolșova (* 1968), Leichtathletin
- Natalia Gherman (* 1969), Politikerin
- Serghei Mariniuc (* 1969), Schwimmer[6]
- Igor Oprea (* 1969), Fußballspieler
- Vadim Zadoinov (* 1969), Hürdenläufer
- Polina Zilberman (* 1969), Schachspielerin und -trainerin
- Regina Barzilay (* 1970), sowjetisch-israelisch-amerikanische Informatikerin und Hochschullehrerin
- Wjatscheslaw Gorpischin (* 1970), russischer Handballspieler
- Sergei Mureiko (* 1970), Ringer

## 1971–1980
- Victor Bodiu (* 1971), Politiker

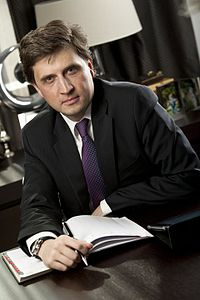
Victor Bodiu
(* 1971)

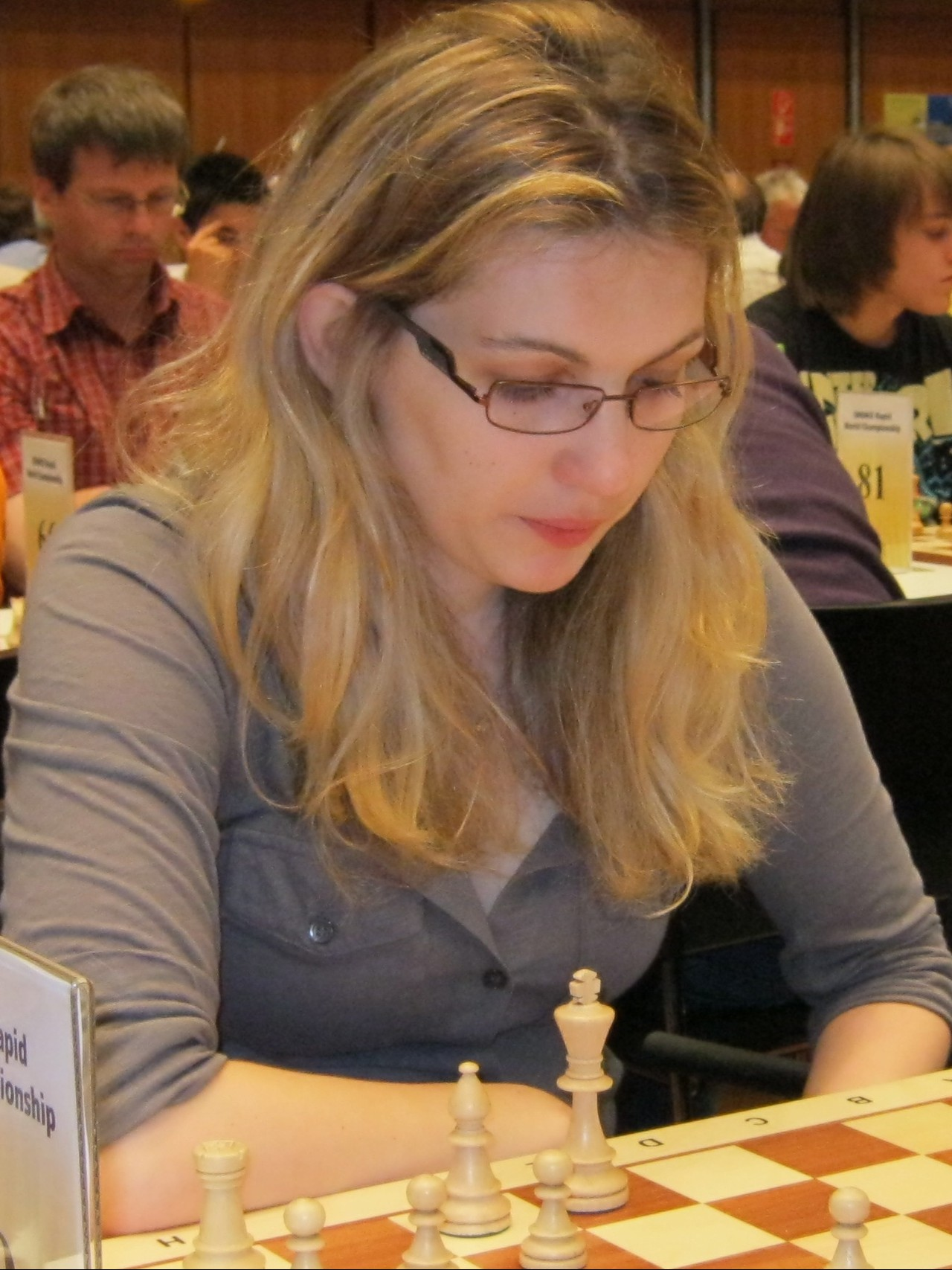
Almira Scripcenco
(* 1976)

- Viktor Bologan (* 1971), Schachgroßmeister
- Vadim Tatarov (* 1971), Schwimmer[7]
- Anatolie Nosatîi (* 1972), Politiker und Offizier
- Serghei Secu (* 1972), Fußballnationalspieler
- Victor Florescu (* 1973), Judoka
- Ruslan Ivanov (* 1973), Radrennfahrer
- Radu Rebeja (* 1973), Fußballnationalspieler
- Dorian Rogozenco (* 1973), Schachgroßmeister
- Alexandru Curtianu (* 1974), Fußballspieler
- Adrian Belîi (* 1975), Arzt, Hochschullehrer und Politiker
- Andrian Candu (* 1975), Politiker
- Andrei Galbur (* 1975), Politiker und Diplomat
- Andrei Zaharov (* 1975), Schwimmer[8]
- Vadim Boreț (* 1976), Fußballspieler[9]
- Andrei Cecan (* 1976), Schwimmer[10]
- Sergey Ostaptschuk (* 1976), russischer Schwimmer[11]
- Diana Sârcu (* 1976), moldauisch-rumänische Juristin
- Almira Scripcenco (* 1976), moldawisch-französische Schachspielerin
- Viorel Iordăchescu (* 1977), Schach-Großmeister
- Patricia Kopatchinskaja (* 1977), moldawisch-österreichische Geigerin
- Nina Pekerman (* 1977), israelische Triathletin
- Dorin Chirtoacă (* 1978), Politiker
- Dan Bălan (* 1979), Musiker und Produzent
- Viorel Frunză (* 1979), Fußballspieler
- Alexandru Golban (* 1979), Fußballspieler
- Anna Lesko (* 1979), ukrainisch-rumänische Sängerin
- Victor Rogut (* 1979), Schwimmer[12]
- Ion Ceban (* 1980), Politiker

## 1981–1990
- Vlad Batrîncea (* 1981), Politiker
- Serghei Dadu (* 1981), Fußballspieler
- Cristina Scarlat (* 1981), Popsängerin
- Vasile Bolea (* 1982), Politiker
- Nicoleta Coica (* 1982), Schwimmerin[13]
- Doina Gherman (* 1982), Politikerin
- Octavian Guțu (* 1982), Schwimmer[14]

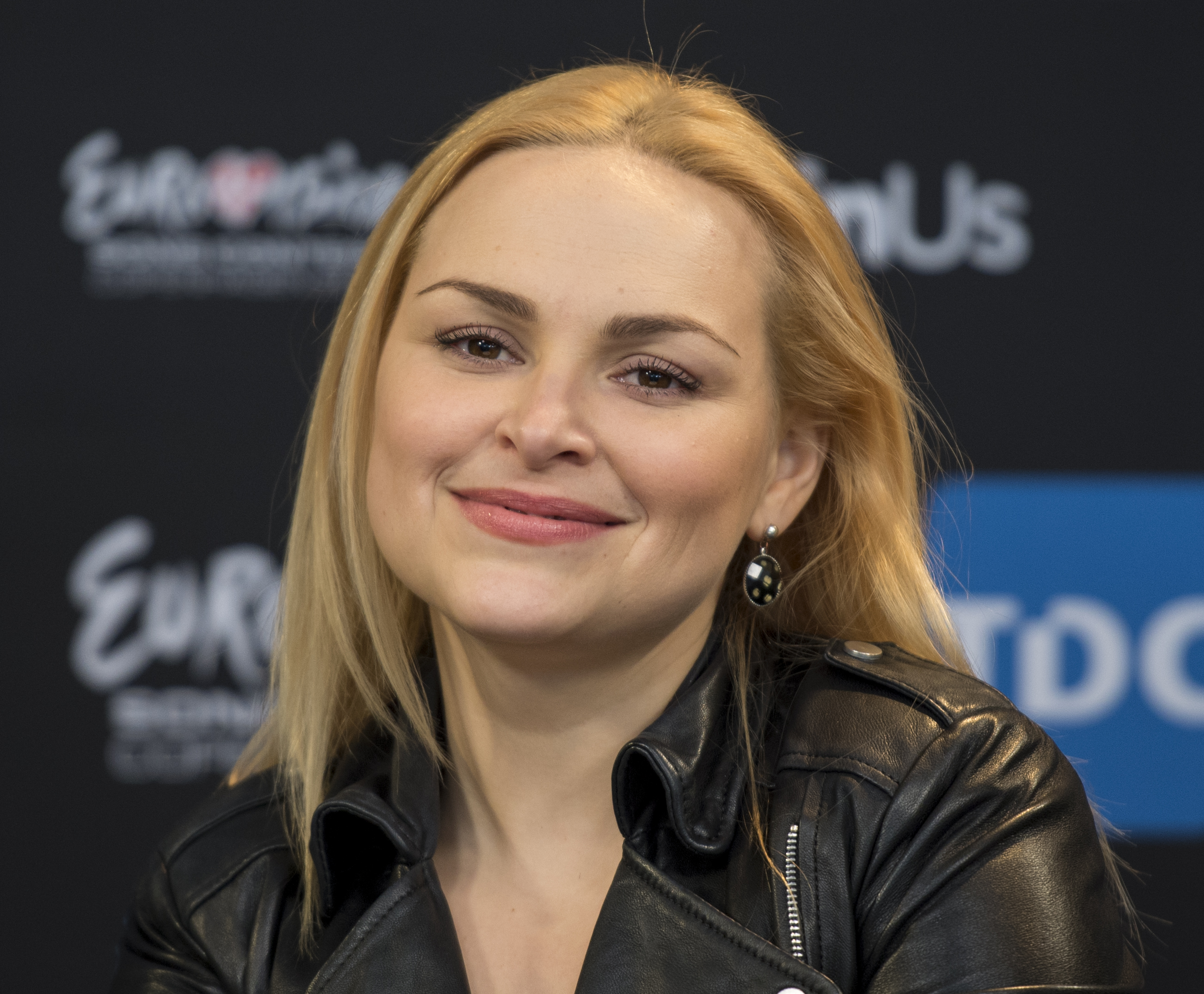
Cristina Scarlat
(* 1981)

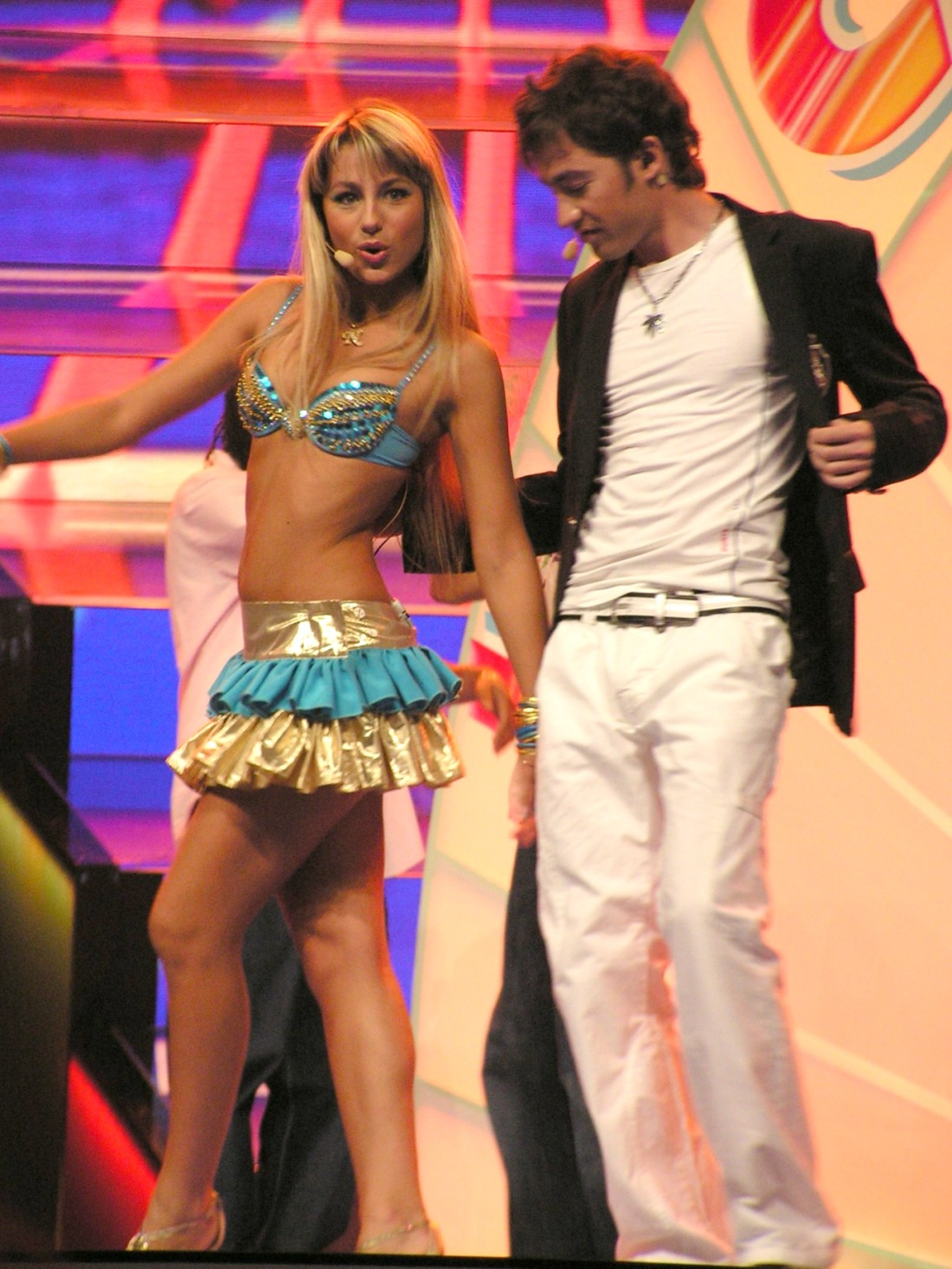
Arsenium (* 1983) und N. Gordienco (* 1987)

- Jaroslaw Nilow (* 1982), russischer Politiker[15]
- Pawel Tarakanow (* 1982), russischer Politiker
- Adrian Albu (* 1983), Politiker
- Ljudmila Bogdanowa (* 1983), russische Judoka[16]
- Arsenie Toderaș (* 1983), Sänger
- Alexandru Gațcan (* 1984), Fußballspieler
- Cristina Pintilie (* 1984), Sängerin, Violinistin und Musikpädagogin
- Maria Tregubova (* 1984), Schwimmerin[17]
- Ștefan Pinciuc (* 1985), Schwimmwer[18]
- Sergiu Postică (* 1985), Schwimmer[19]
- Veronica Vdovicenco (* 1985), Schwimmerin[20]
- Denis Zmeu (* 1985), Fußballspieler
- Roman Anin (* 1986), Journalist
- Nicolae Calancea (* 1986), Fußballspieler
- Ilie Cebanu (* 1986), Fußballtorwart
- Lena Scissorhands (* 1986), Metal-Sängerin
- Sergiu Balan (* 1987), Biathlet
- Olga Cristea (* 1987), Mittelstreckenläuferin
- Vijay Drangoy (* 1987), Billardspieler
- Natalia Gordienco (* 1987), moldawische Sängerin ukrainischer Herkunft
- Denys Moltschanow (* 1987), ukrainischer Tennisspieler
- Alexandru Pliușchin (* 1987), Radrennfahrer
- Dsjanis Simanowitsch (* 1987), belarussischer Geher
- Alexandru Suvorov (* 1987), Fußballspieler
- Sergiu Toma (* 1987), Judoka[21]
- Natalia Stratulat (* 1987), Diskuswerferin
- Doina Sulac (* 1988), Volksmusiksängerin und Songwriterin
- Radu Albot (* 1989), Tennisspieler
- Silvia Busuioc (* 1989), moldawisch-italienische Bühnen-, Fernseh- und Filmschauspielerin
- Anjela Doroqan (* 1989), aserbaidschanische Ringerin[22]
- Aliona Moon (* 1989), Popsängerin
- Elena Popescu (* 1989), Mittelstreckenläuferin
- Natalia Vieru (* 1989), russische[23] Basketballspielerin[24]
- Olesea Cojuhari (* 1990), Sprinterin
- Dimitri Colupaev (* 1990), deutscher Schwimmer
- Artur Ioniță (* 1990), Fußballspieler
- Petru Leucă (* 1990), moldauisch-rumänischer Fußballspieler
- Ljubow Paskalenko (* 1990), russische Basketballspielerin[25]

## Ab 1991
- Cristina Iovu (* 1992), Gewichtheberin
- Vladimír Ambros (* 1993), Fußballspieler
- Irina Bulmaga (* 1993), Schachspielerin
- Alexandra Mîrca (* 1993), Bogenschützin
- Dimitriana Bezede (* 1994), Kugelstoßerin
- Michaela Kalantscha (* 1994), russische Synchronschwimmerin[26]
- Sofia Polcanova (* 1994), österreichische Tischtennisspielerin
- Dan Spătaru (* 1994), moldauisch-rumänischer Fußballspieler
- Alexander Cozbinov (* 1995), Tennisspieler
- Misha Miller (* 1995), Popsängerin
- Vasile Hapun (* 1996), rumänischer Squashspieler
- Dan Olaru (* 1996), Bogenschütze
- Aliona Bolsova (* 1997), Tennisspielerin
- Constantin Preis (* 1998), deutscher Leichtathlet
- Alexandra Emilianov (* 1999), Leichtathletin
- Alexei Sancov (* 1999), Schwimmer[27]
- Doina Descalui (* 2000), Rennrodlerin
- Corneliu Cotogoi (* 2001), Fußballspieler
- Cleopatra Stratan (* 2002), jüngste Sängerin, die jemals einen Nummer-eins-Hit erreicht hat
- Anna Dulce (* 2005), Sportschützin
- Alexandra Boico (* 2009), deutsche Eishockey-Spielerin